# Radiodiscus iheringi
Radiodiscus iheringi es una especie de molusco gasterópodo de la familia Charopidae en el orden de los Stylommatophora.

## Distribución geográfica
Se encuentra en Argentina, Uruguay y Brasil. 